# 犬養木堂記念館
犬養木堂記念館（いぬかいぼくどうきねんかん）は、 岡山県岡山市北区にある岡山県立の犬養毅の記念館。なお、「木堂」は犬養毅の号である。

## 概要
「憲政の神様」と呼ばれ、五・一五事件に倒れた第29代内閣総理大臣であった犬養毅を記念して平成5年（1993年）10月に開館した。犬養毅の生家であり国の重要文化財に指定されている旧犬養家住宅に隣接して建てられている。犬養毅の生涯を写真等により紹介し、像・遺品・遺墨・手紙などを展示している。

## 旧犬養家住宅
記念館前にある旧犬養家住宅（犬養毅生家）は江戸時代中期の岡山県南部の代表的な民家建築である。犬養家は代々、庭瀬藩の庄屋を務めていた。正徳年間（1711年 - 1715年）に建造されたと伝えられている。1977年（昭和52年）4月8日、岡山県の史跡に指定。1978年（昭和53年）1月21日、国の重要文化財に指定。

## 交通アクセス
- JR山陽本線 庭瀬駅北口よりタクシーで約5分

## 利用案内
利用時は公式ホームページを参照されたい。
開館時間
- 9時 - 17時（16時30分までに入館）

休館日
- 毎週火曜日、祝日の翌日（土曜日・日曜日は除く）、12月28日 - 1月4日

入館料
- 無料